# Roman Jasiński (chirurg)

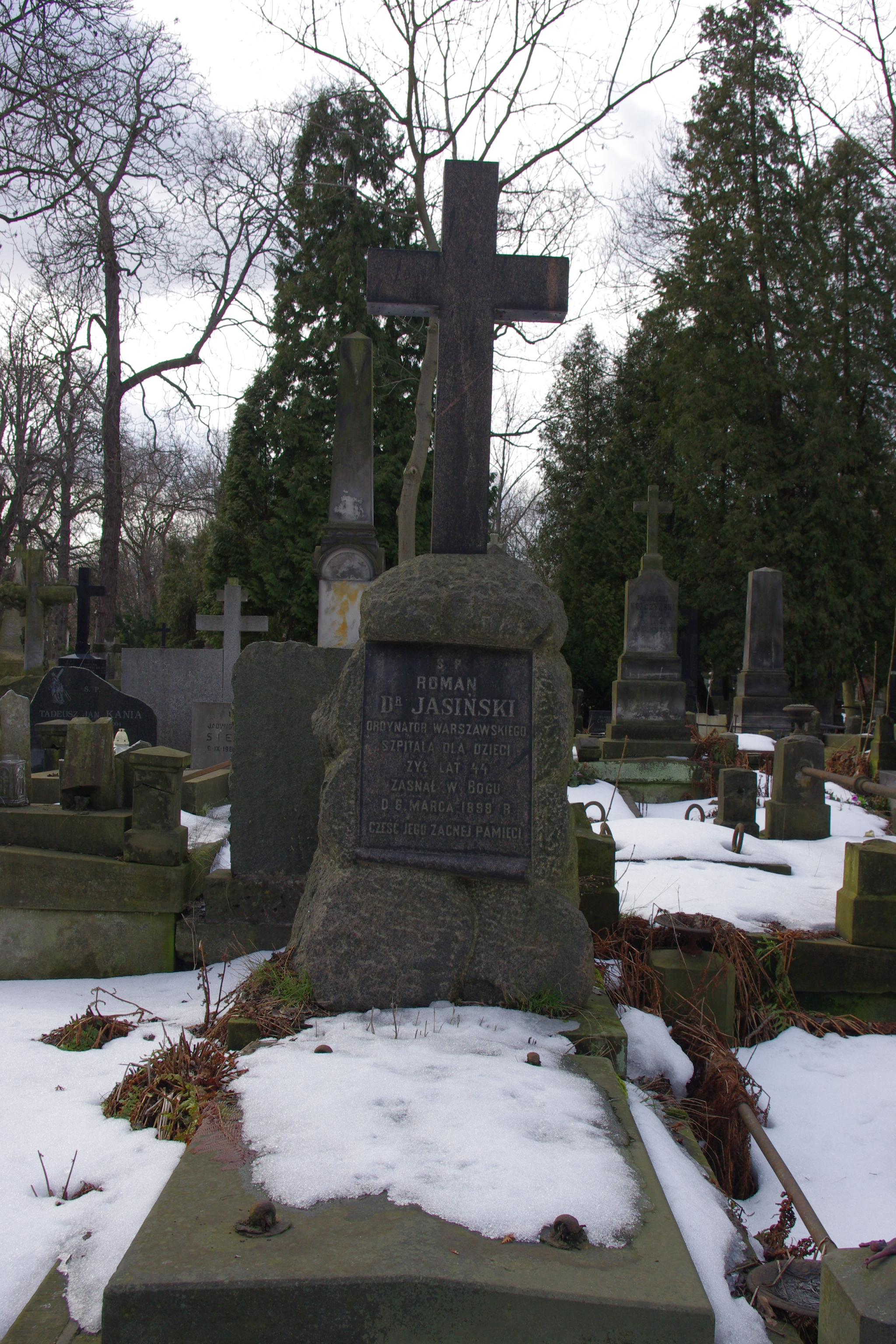
Grób lekarza Romana Jasińskiego na cmentarzu Powązkowskim w Warszawie

Roman Michał Feliks Jasiński (ur. 9 sierpnia 1854 w Warszawie, zm. 7 marca 1898 tamże) – polski lekarz chirurg.

## Życiorys
Wnuk lekarza chirurga Jakuba Jasińskiego. Studiował medycynę w Warszawie, następnie w Wiedniu i Paryżu. W latach 1879–1881 był kierownikiem oddziału chirurgii w szpitalu im. Dzieciątka Jezus w Warszawie. Był redaktorem pisma pt. „Pamiętnik Towarzystwa Lekarskiego Warszawskiego”. Współtworzył również warszawskie pogotowie ratunkowe. Publicznie zaprezentował w sumie koło 60 prac na temat chirurgii kostnej ortopedii oraz chirurgii urazowej i dziecięcej. Pochowany na cmentarzu Powązkowskim w Warszawie (kwatera 33-1-11).

## Książki
- Listy o opatrywaniu ran 1882
- Diagnostyka chirurgiczna 1894